# 都卜勒增寬
在原子物理学中，都卜勒增寬（Doppler broadening）是因為原子或分子的運動速度分布產生的多普勒效应造成譜線增寬的現象。自发发射分子的不同運動速度造成了不同的都卜勒位移，而這些效應的線性累積結果就是譜線增寬。因為以上效應產生的線型輪廓即為都卜勒輪廓（Doppler profile）。一個特別的，也可能最重要的狀況是因為粒子熱運動而發生的熱都卜勒增寬。接著，譜線增寬程度只取決於譜線的頻率、譜線發射分子的質量、溫度；因此都卜勒增寬可用以推測輻射體的溫度。
飽和吸收光譜（或稱為無都卜勒光譜學，Doppler-free spectroscopy）可用來發現原子躍遷的真實頻率而不需要將樣品降溫至都卜勒增寬效應最低的溫度值。

## 公式推導
當熱能造成分子熱運動並且方向朝向觀測者時，分子發射的輻射頻率將會增加。同樣，當輻射體遠離觀測者時，輻射頻率將降低。在非相對論性的熱運動速度下。頻率的都卜勒位移將是：
{\displaystyle f=f_{0}\left(1+{\frac {v}{c}}\right)}
{\displaystyle \ f} 是觀測者所見輻射的頻率、{\displaystyle \ f_{0}} 是輻射體靜止時發射輻射的頻率、{\displaystyle \ v} 是輻射體相對觀測者的運動速度、{\displaystyle c} 是光速。
因為在任一輻射體內的氣體分子運動速度在接近到遠離觀測者範圍內均有分布，各分子都卜勒效應加成的淨效應將使被觀測到的光譜譜線增寬。如果 {\displaystyle \,P_{v}(v)dv} 是擁有沿著觀測者視線方向速度分量 {\displaystyle \,v} 到 {\displaystyle \,v+dv} 的一定數量分子，那麼對應頻率的分子速度分布計算式為：
{\displaystyle P_{f}(f)df=P_{v}(v_{f}){\frac {dv}{df}}df}
這裡 {\displaystyle \,v_{f}=c\left({\frac {f}{f_{0}}}-1\right)} 是朝向觀測者的速度對應分子從靜止到運動速度時頻率從 {\displaystyle \,f_{0}} 改變為 {\displaystyle \,f}。因此：
| {\displaystyle P_{f}(f)df={\frac {c}{f_{0}}}P_{v}\left(c\left({\frac {f}{f_{0}}}-1\right)\right)df} |
前述關係式也可以使用波長 {\displaystyle \,\lambda } 來表示。回顧在非相對論極限 {\displaystyle {\frac {\lambda -\lambda _{0}}{\lambda _{0}}}\approx -{\frac {f-f_{0}}{f_{0}}}}，可以推導為：
| {\displaystyle P_{\lambda }(\lambda )d\lambda ={\frac {c}{\lambda _{0}}}P_{v}\left(c\left(1-{\frac {\lambda }{\lambda _{0}}}\right)\right)d\lambda } |
在熱都卜勒增寬狀況下，分子運動速度遵循麦克斯韦-玻尔兹曼分布：
{\displaystyle P_{v}(v)dv={\sqrt {\frac {m}{2\pi kT}}}\,\exp \left(-{\frac {mv^{2}}{2kT}}\right)dv}
此處 {\displaystyle \,m} 是運動分子質量，{\displaystyle \,T} 是溫度，{\displaystyle \,k} 則是波茲曼常數。
接著關係式成為：
{\displaystyle P_{f}(f)df=\left({\frac {c}{f_{0}}}\right){\sqrt {\frac {m}{2\pi kT}}}\,\exp \left(-{\frac {m\left[c\left({\frac {f}{f_{0}}}-1\right)\right]^{2}}{2kT}}\right)df}
可將關係式簡化為：
{\displaystyle P_{f}(f)df={\sqrt {\frac {mc^{2}}{2\pi kT{f_{0}}^{2}}}}\,\exp \left(-{\frac {mc^{2}\left(f-f_{0}\right)^{2}}{2kT{f_{0}}^{2}}}\right)df}
接著可立即發現高斯函数的標準差可以表示為：
{\displaystyle \sigma _{f}={\sqrt {\frac {kT}{mc^{2}}}}f_{0}}
以及半峰全宽（FWHM）關係式如下：
| {\displaystyle \Delta f_{\text{FWHM}}={\sqrt {\frac {8kT\ln 2}{mc^{2}}}}f_{0}} |

## 應用與注意事項

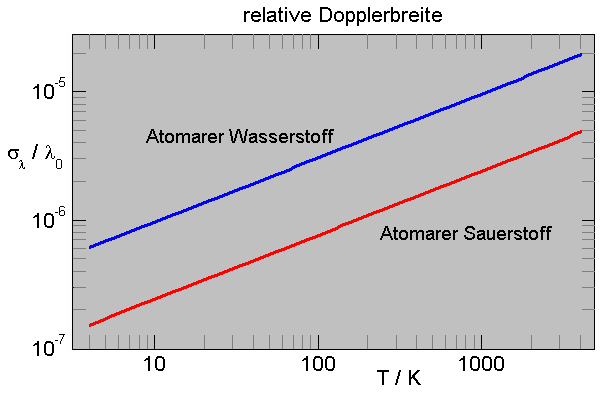
氫（藍線）和氧（紅線）在不同溫度時都卜勒增寬關係。

在天文學和電漿物理學中，都卜勒增寬是譜線變寬的其中一項解釋，並可藉此得知被觀測物質的溫度。這裡要提出的是，其他造成不同分子運動速度分布的原因也可能存在，例如湍流運動。完整發育的湍流產生的譜線是相當難以和熱效應形成的譜線區分的。另一個造成譜線增寬的可能原因是巨觀範圍內氣體分子的速度分布，例如快速旋轉的吸積盤內分子會在觀測者視線上快速前進或後退。最後，也有許多其他原因可使譜線增寬，例如足夠高的粒子數密度可以產生顯著的斯塔克增寬。
在高溫核反应堆的設計上也考慮到都卜勒增寬的相關效應。原則上，核反應爐內的核燃料溫度升高時，中子吸收光譜將會因為核燃料原子相對中子的熱運動而增寬。給定了中子吸收光譜之後，中子截面就可以下降，減少中子被吸收和核分裂可能性。最終結果就是反應爐設計者可利用都卜勒增寬在溫度上升時降低核分裂反應程度，可作為被動核安全措施。這狀況更常見於氣冷反應爐，而轻水反应堆的被動核安全則主要是由其他機制主導。

## 延伸閱讀
- Broadening of Spectral Lines （页面存档备份，存于）